# Steve Scott (luchador)
Steven Scott (nacido el 4 de marzo de 1984) es un luchador profesional canadiense conocido bajo el nombre de Crazzy Steve, quien actualmente está firmado con Total Nonstop Action Wrestling (TNA). Después de luchar en el circuito independiente, Scott se unió a TNA en 2014, sirviendo como el payaso del nuevo stable de Knux, The Menagerie. Posteriormente se hizo popular gracias al stable Decay, junto a Abyss y Rosemary. En 2017 renunció a TNA junto con otro grupo de luchadores por las nuevas cláusulas que se les impondrían. Tras un fallido ingreso a NXT, se mantuvo en las independientes hasta su regreso a TNA en 2020.
Scoott ha sido una vez Campeón de los Medios Digitales de TNA, una vez Campeón Mundial en Parejas de TNA con Abyss y una vez Campeón Mundial en Parejas Mixto de AAA con Havok.

## Carrera en lucha libre profesional

### Circuito independiente (2003–2013)
Scott compitió en el circuito independiente y ganó campeonatos en Great Canadian Wrestling, en donde es un ex Campeón en Parejas de GCW con Gutter, y también ganó el Campeonato Peso Pesado de MPW derrotando a El Tornado el 10 de septiembre de 2011.

### Total Nonstop Action Wrestling (2014–2015)
En abril de 2014, Scott se unió a la TNA bajo el personaje de Crazzy Steve y se convirtió en parte del stable The Menagerie de Knux, que también incluye a The Freak y a la ex porrista de los Dallas Cowboys Rebel. En el episodio del 8 de mayo de Impact Wrestling, Crazzy Steve y The Menagerie hicieron su debut televisivo acompañando a Knux cuando derrotó a Kazarian en la lucha de regreso de Knux. La semana siguiente, Crazzy Steve luchó contra Kazarian pero la lucha terminó sin reslutado después de que Steve le bajó los pantalones al árbitro en su debut en el ring. El 15 de junio de 2014 en Slammiversary XII, Crazzy Steve participó en una Ladder Match por el Campeonato de la División X de la TNA, que fue ganada por Sanada. En el episodio del 26 de junio de Impacto Wrestling, Crazzy Steve tomó parte en un Fatal 4-Way Match contra Sanada, Manik y DJ Z que fue ganado por Sanada. En el episodio del 17 de julio de Impacto Wrestling Steve tomó parte en un Gauntlet Match por el Campeonato de la División X, que fue ganado por Austin Aries. El 31 de julio en Destination X steve compitió en un triple threat match clasificatorio por el campeonato de la División X que fue ganado por Sanada. En el episodio del 14 de agosto de impact wrestling, steve compitió en un elimination scramble match para determinar el retador #1 para el campeonato de la División X que fue ganado por Low Ki. En el episodio del 27 de agosto de impact wrestling, steve, Low Ki, y Tigre Uno derrotaron a Homicide, DJ Z, y Manik en un 6-man tag team match. En el episodio del 3 de septiembre de impact wrestling, steve compitió en un elimination scramble match para definir al retador #1 para el campeonato de la división X de TNA que fue ganado por Homicide. En el episodio de 10 de septiembre de impact wrestling, the menagerie(Knux, steve, rebel) se enfrentaron a the Bromans y Velvet Sky en un 6-person intergender tag team match en el cual fueron derrotados. En el episodio del 15 de octubre de impact wrestling, the menagerie (Knux, steve, rebel) derrotaron a Jessie Godderz, DJ Z, y Angelina Love en un mixed-gender 6-person tag team match. En el episodio del 12 de noviembre de impact wrestling the menagerie (Knux, steve, rebel) derrotaron a Angelina love, Velvet Sky, y Jessie Godderz en un inter-gender elimination match. El 5 de diciembre en TNA One night Only: Victory road, steve se enfrentó a Samuel Shaw pero perdería la lucha. En el episodio del 23 de junio de 2015 de impact wrestling, steve compitió en un feast or fired pero fallaría al no tomar el maletín. en el episodio del 13 de febrero de impact wrestling, steve se enfrentaría a Bram pero perdería luego de que este distrajera al árbitro y le pícara los ojos. En el episodio del 20 de febrero de impact wrestling, steve participó en un gauntlet match de 20 Hombres que fue ganado por MVP. El 6 de mayo en TNA One night Only: Joker wild's III]], steve y Ethan Carter III derrotaron a Tyrus y al compañero de the manegerie de steve, Knux para clasificarse a un Gaunlet battle Royal match más tarde esa noche el 16-person intergender joker's wild gauntlet Royal match seria ganado por lashley. El 1de abril(Grabado el 13 de febrero) en hardcore justice 4, steve tomo parte en un 12-man Hardcore Gauntlet Battle royal el cual fue ganado por James Storm. El 6 de mayo (grabado el 15 de febrero) en X-travaganza 3, steve derrotó a The Great Sanada, y Jonathan Cruz en un three-way match clasificatorio para el Ultimate X match más tarde esa noche el ganador del maint event seria rockstar spud. En knockouts knockdown 3, the menagerie (Knux, steve, rebel) derrotarían a The Bromans (Jessie Godderz, Robbie E) y Angelina Love en un six-person intergender tag team match. En World Cup wrestling 3, fue parte de equipo Hardy pero serían derrotados por el equipo Young's Samuel shaw sin embargo el team Hardy ( Jeff Hardy(capitán), Gunner, Crazzy Steve, Rockstar spud, Davey Richards, y Gail kim) derrotarían al team ECIII(Ethan Carter III(capitán), James Storm, Jessie Godderz, Robbie E, Tyrus, y awesome Kong) en un Five-on-Five elimination tag team match para ganar la copa. En TNA Gutcheck, steve se enfrentó a shaun ricker pero perdería el combate. El 19 de mayo de 2015 Knux abandonó TNA y eliminó the menagerie luego de esto Steve se convirtió en un luchador individual.
En el episodio del 22 de mayo de Impact Wrestling, Steve compitió en un Elimination Match que fue ganado por Rockstar Spud. En el episodio del 15 de julio de Impact, Steve fue parte de un Over the Top Rope Battle Royal por una oportunidad por el Campeonato Mundial de TNA, pero no pudo ganar la lucha. En el episodio del 28 de julio de Xplosion, se enfrentó a Tommaso Ciampa, pero perdió la lucha. Durante octubre y noviembre (grabado en julio), Steve volvió a competir individualmente y participó en el nuevo torneo TNA World Title Series, pero no pudo ganar ninguno de sus combates de las siguientes semanas, siendo derrotado por Mahabali Shera, Aiden O'shea, y Kenny King, impidiéndole así pasar a la ronda 16 de torneo.

#### Decay - 2016 - 2017

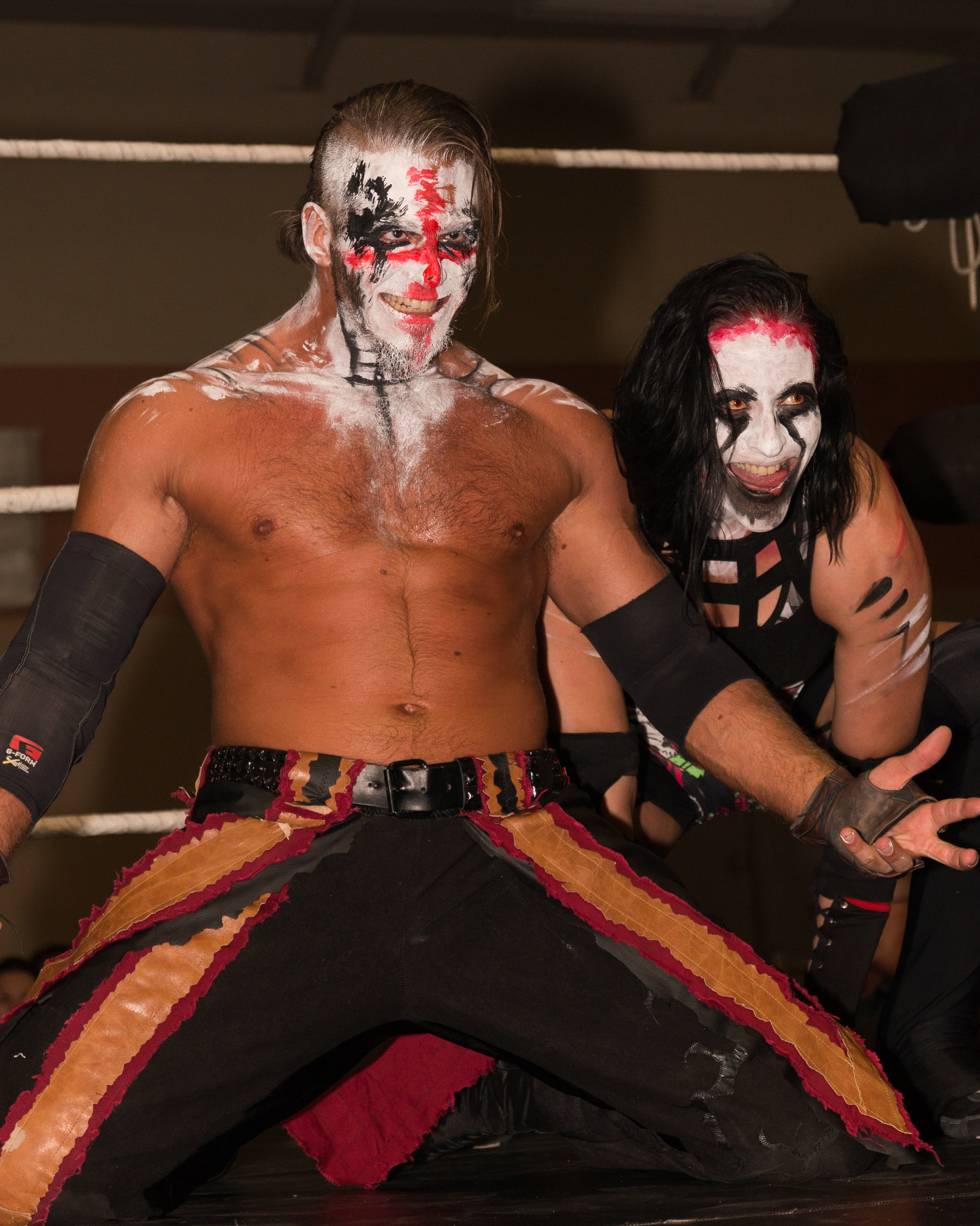
Crazzy Steve y Rosemary, integrantes de Decay.

En el episodio del 8 de enero de One Night Only: Live, formó parte de un Elimination Match por el Campeonato de la División X de TNA, pero no logró ganar la lucha, siendo el primer eliminado por Mandrews. Sin embargo a pesar de estar eliminado, atacó a Tigre Uno lanzándolo contra las escaleras metálicas, haciendo así su cambio a Heel. El 19 de enero en Impact Wrestling junto a Abyss atacaron a los campeones en pareja The Wolves, mientras hacían una promoción en el backstage. El 26 de enero en Impact, Steve hizo su aparición acompañado por la reciente incorporación, la luchadora Rosemary y de Abyss con su nuevo stable "Decay". Luego se enfrentarían a The Wolves, pero perderían por descalificación, después de que Steve escupiera algo a la cara de su rival. En el episodio del 2 de febrero, se unieron a Eric Young y a Bram en una lucha de 4 contra 4, derrotando a The Wolves y a Beer Money. La siguiente semana en Impact, Decay se enfrentó a Beer Money perdiendo por descalificación. Finalmente el 26 de abril en Sacrifice, Crazzy Steve y Abyss lograron vencer a Beer Money, convirtiéndose en Campeones Mundiales en parejas de TNA. A la semana siguiente, retuvieron sus títulos en pareja frente James Storm y Jeff Hardy.
Posteriormente tuvieron un feudo contra The BroMans, a quienes derrotaron el 12 de junio en el evento Slammiversary (2016). El 25 de agosto The Decay comenzaron un feudo con The Broken Hardys, ya que estos consiguieron una oportunidad por los campeonatos en pareja, esa misma noche Abyss derrotó a Jeff Hardy. El 1 de septiembre en Impact Wrestling, Crazzy Steve fue derrotado por Matt Hardy, lo cual solo fue una distracción, para que Rosemary invadiera la casa de Matt para secuestrar a su hijo. El 8 de septiembre, como parte de su rivalidad se llevó a cabo el Delete or Decay, lucha que llevaron a cabo en la casa de Matt. El 29 de septiembre en Impact, Crazzy Steve y Abyss intervinieron en la lucha de Rosemary y Reby Sky, provocando la descalificación, para luego atacar brutalmente a los hermanos Hardy tras bastidores. El 2 de octubre en el evento Bound For Glory, Steve y Abyss perdieron los campeonatos ante los Hardys en una lucha Great War, la cual empezó en las afueras del estadio, para luego terminar dentro del ring.
Anuncia su salida en 2017.

### Regreso a Impact Wrestling (2020-presente)
El 21 de abril de 2020, regresó a Impact Wrestling al ganar con Rhino y Tommy Dreamer contra oVe (Dave Crist, Jake Crist y Madman Fulton).
Comenzando el 2021, se anunció que participaría en Torneo por la Super X Cup en Génesis. En Génesis, derrotó a Tre Lamar en la primera Ronda del Torneo por la Super X Cup, avanzando a las Semifinales, más esa noche, se enfrentó a Blake Christian en la Semifinal del Torneo por la Super X Cup, sin embargo perdió. En Hard To Kill, junto a Rosemary derrotaron a Tenille Dashwood & Kaleb with K.

### Lucha Libre AAA Worldwide (2024)
El 8 de agosto de 2024, Steve y Havok hicieron debutaron como equipo en Verano de Escándalo ganándose la oportunidad por el Campeonato Mundial en Parejas Mixto de AAA tras derrotar a Aero Star y Estrellita y a Negro Casas y Dalys. El 6 de octubre en Héroes Inmortales, lograron hacerse con los títulos tras derrotar a Abismo Negro Jr. y Lady Flammer, siendo su primer campeonato de AAA como equipo.

## Vida personal
En el 2020 Scott reveló que desde su infancia sufre de problemas a la vista, esto debido a que tenía cataratas que impedían el desarrollo de su vista. En Estados Unidos es reconocido como Legalmente "Ciego". No obstante, con la poca vista que tiene, sumado a su gran talento en el ring, es que aun puede ser luchador y dar buenos combates.

## En lucha
- Movimientos finales
  - Standing tornado DDT mientras que aplica bodyscissors
- Movimientos de firma
- Asian mist[1]
- Double underhook Backbreaker [1]
- Hurricanrana[1]
- Jumping high knee[1]

- Spinebuster[1]

- German suplex

- Gutwrench powerbomb

- Clothesline

- Kick(múltiples variaciones)

- Back

- Drop

- Legsweep

- Overhead

- Mánagers
  - Courtney rush
  - Rebel

- Temas de entrada
  - "Carnivool" por Dale Oliver con (the menagerie)
  - "The Nobodies(2005 against All Gods Mix)" por Marilyn Manson
  - "Left Behind" por Dale Oliver

## Campeonatos y logros
- Canadian Wrestling Revolution

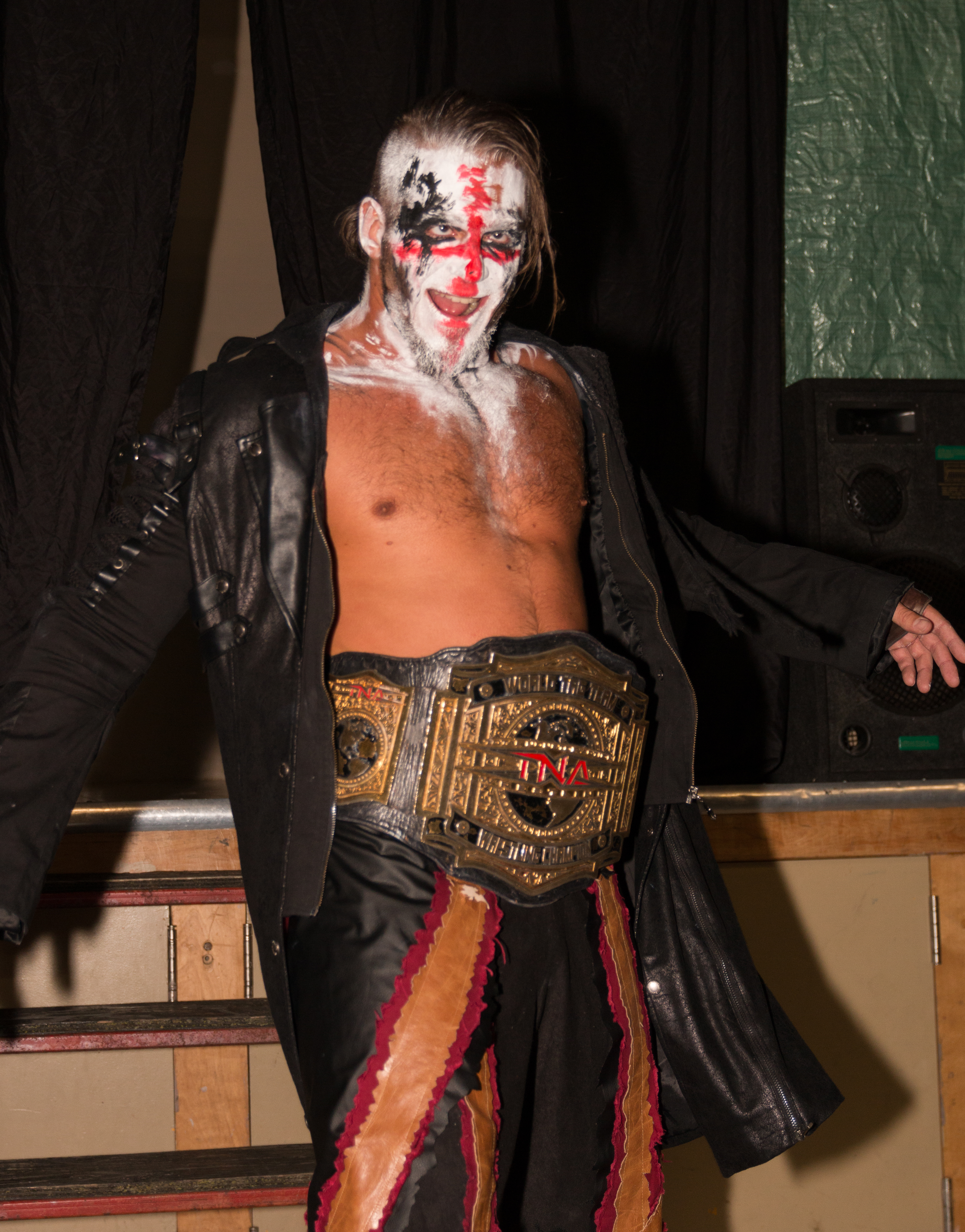
Steve como Campeón en Parejas de TNA.

  - CWR Open Weight Championship (1 vez)
  - CWR Pan-American Championship (1 vez)[9]

- Great Canadian Wrestling
  - GCW Tag Team Championship (1 vez) – con Gutter[10]

- Lucha Libre AAA Worldwide
  - Campeonato Mundial en Parejas Mixto de AAA (1 vez) – con Havok

- Maximum Pro Wrestling
  - MPW Georgian Bay Heavyweight Championship (1 vez)[11]

- Old School Championship Wrestling
  - OSCW Intercontinental Championship (1 vez)[12]

- Total Nonstop Action Wrestling
  - TNA Digital Media Championship (1 vez)
  - TNA World Tag Team Championship (1 vez) - con Abyss
  - TNA World Cup of Wrestling (2015) - con Jeff Hardy, Gunner, Gail Kim, Davey Richards, Rockstar Spud.